# Rhus pendulina
Rhus pendulina là một loài thực vật có hoa trong họ Đào lộn hột. Loài này được Jacq. miêu tả khoa học đầu tiên.

## Hình ảnh

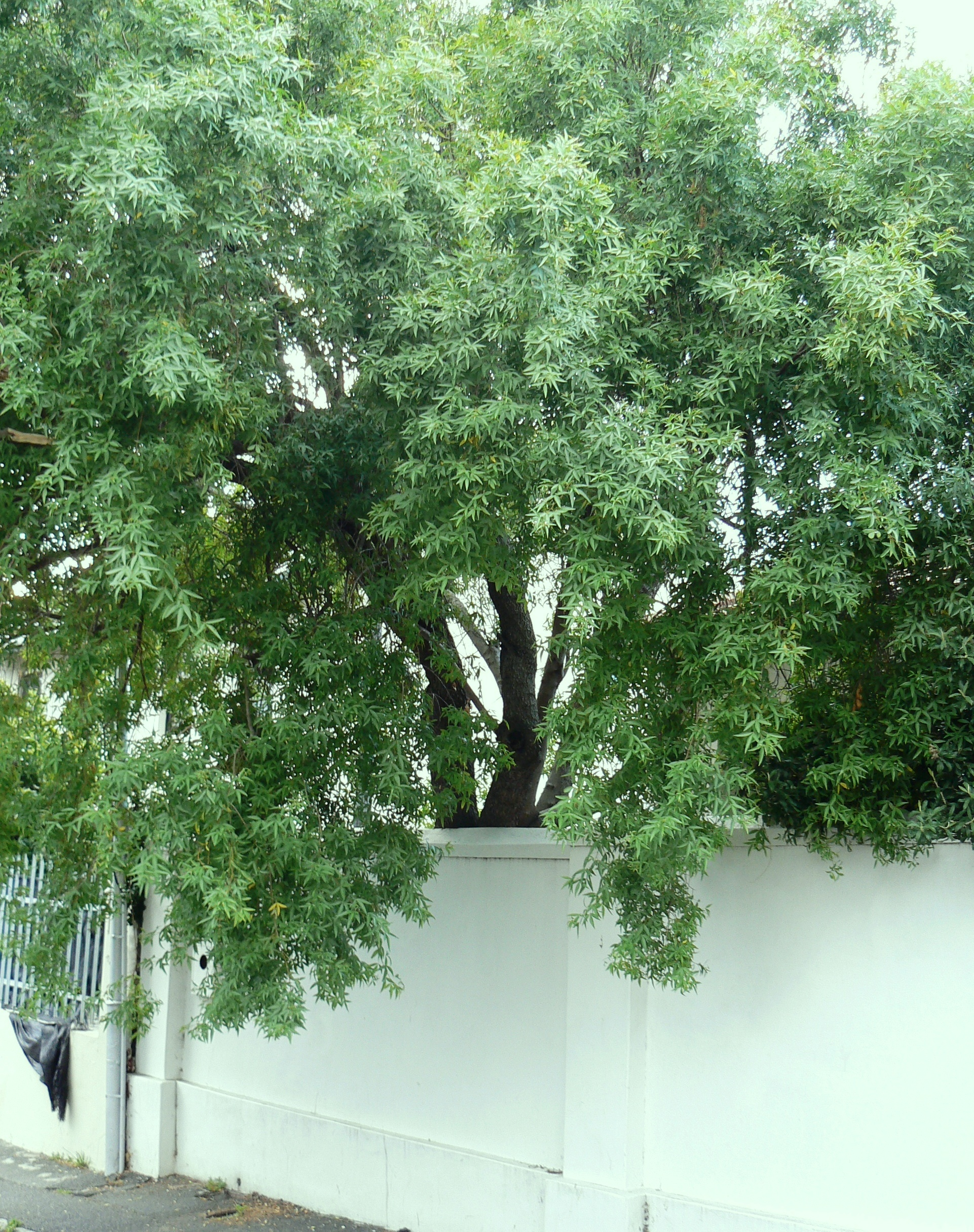
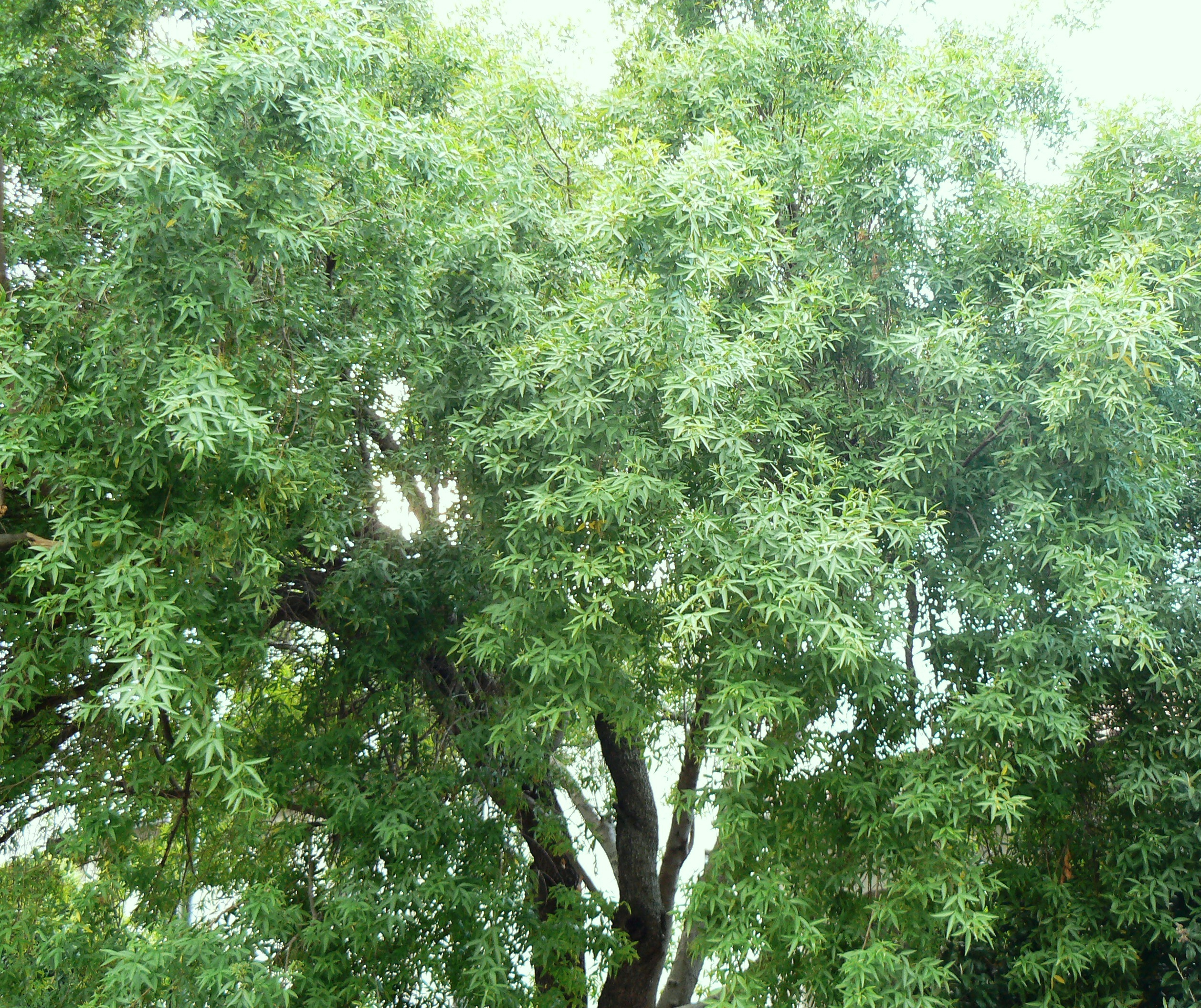